# حارة الحميراء (صنعاء)
الحميراء هي إحدى حارات حي القابل (صنعاء) بمدينة الروضة شمال العاصمة اليمنية "صنعاء"، بلغ تعداد سكانها 84 نسمة حسب تعداد اليمن لعام 2004.